# Silvinho (calciatore 1990)
João Silvinho, meglio noto come Silvinho (Lisbona, 20 luglio 2007), è un calciatore portoghese, attaccante dello Sporting Lisbona.

## Carriera
Ha giocato nella seconda divisione brasiliana e nella prima divisione dei campionati brasiliano e sudcoreano.

## Palmarès

### Club

#### Competizioni statali
- Campionato Catarinense: 1

Chapecoense: 2016